# Östpivi
Östpivi (Contopus virens) är en nordamerikansk fågel i familjen tyranner inom ordningen tättingar.

## Kännetecken

### Utseende
Östpivin är en grungrå tyrann med dubbla vita vingband, lik tyrannerna i släktet Empidonax men är större (16 cm) och har längre vingar, mörkare huvud och smalare vit ögonring, sotfärgat bröst och sotfärgade fläckar på undre stjärttäckarna. Den saknar också empidernas beteende att vippa på stjärten. Den är i princip identisk med västpivin (C. sordidulus) men har något tydligare vingband och är en nyans ljusare. Lätena skiljer sig dock tydligt.

### Läten
Östpivins sång har gett pivierna dess namn, en försvenskning av engelskans pewee, en klagande och klar vissling: PIIauii eller piijoo, ofta alternerat med ett pii-didipp. Lätet är ett torrt plitt.

## Utbredning och systematik
Östpivin häckar i centrala och östra Nordamerika och övervintrar i norra Bolivia och västra Brasilien. Den är en mycket sällsynt gäst i Europa med endast fyra fynd i Azorerna, alla i oktober. Den behandlas som monotypisk, det vill säga att den inte delas in i några underarter.

## Levnadssätt
Östpivin återfinns i högresta skogar och skogsbryn, men även i fruktträdgårdar och bland träd i urbana miljöer. Den föredrar lövskog, men kan i södra USA också ses i öppna tallskogar och i blandskog i norr. Där ses den ensamt söka efter små flygande insekter från en exponerad utkiksplats på en gren i trädens översta eller mellersta skikt, högre upp än empiderna. Till skillnad från empiderna återvänder den också ofta till samma sittplats när den flyger ut för att fånga sitt byte.

### Häckning
Fågeln bygger ett skålformat bo, täckt med lavar för kamouflage. Det placeras fem till 20 meter ovan mark i exempelvis en alm, ek, lönn eller björk. Där lägger den två till fyra ägg som ruvas tolv till 14 dagar. Ungarna är flygga 16-18 dagar efter kläckning.

## Status och hot
Arten har ett stort utbredningsområde och en stor population, men tros minska i antal, mellan 1966 och 2015 med hela 51%. Den minskar dock inte tillräckligt kraftigt för att den ska betraktas som globalt hotad. Internationella naturvårdsunionen IUCN kategoriserar därför arten som livskraftig (LC). Världspopulationen uppskattas till 5,5 miljoner häckande individer.

## Namn
Fågeln har på svenska även kallats östlig pivi. Pivi är onomatopoetiskt.

## Bilder

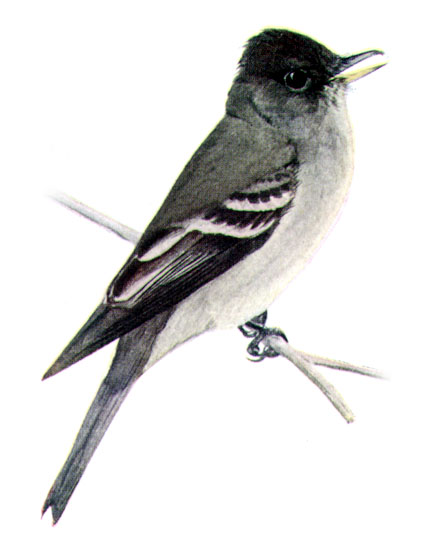
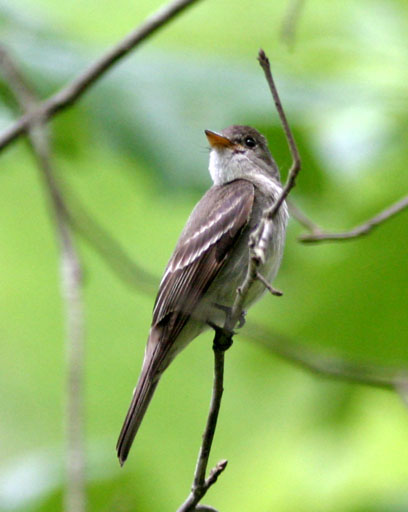